# Andrew Brunette
Andrew Brunette (nacido el 24 de agosto de 1973 en Sudbury, en la provincia de Ontario) es un jugador canadiense de hockey sobre hielo que juega en los Minnesota Wild de la NHL.

## Carrera
Inició su carrera en 1990 con los Owen Sound Attack en la Ontario Hockey League. Fue escogido por la 7º ronda del draft de 1993 en la 174ª posición por los Washington Capitals. En 1993 pasó a profesionales debutando en los Hampton Roads Admirals de la ECHL. En la temporada siguiente juega su primer partido en la American Hockey League. Jugó su primer partido en la NHL en la temporada 1995-1996 con los Washington Capitals. Posteriormente jugó en los Nashvile Predators, Atlanta Thrashers y los Minnesota Wild. En la temporada  2005-2006 jugó con los Colorado Avalanche de la NHL. El 1 de julio de 2008 firmó un contrato de 3 meses con los Minnesota Wild.

## Estadísticas
| 1990-1991  | Owen Sound Attack      | OHL       | 63  | 15  | 20  | 35  | 13  |    |    |    |    |    |
| 1991-1992  | Owen Sound Attack      | OHL       | 66  | 51  | 47  | 98  | 42  | 5  | 5  | 0  | 5  | 8  |
| 1992-1993  | Owen Sound Attack      | OHL       | 66  | 62  | 100 | 162 | 91  | 8  | 8  | 6  | 14 | 16 |
| 1993-94    | Hampton Roads Admirals | ECHL      | 20  | 12  | 18  | 30  | 32  | 7  | 7  | 6  | 13 | 18 |
| 1993-1994  | Portland Pirates       | AHL       | 23  | 9   | 11  | 20  | 10  | 2  | 0  | 1  | 1  | 0  |
| 1993-1994  | Providence Bruins      | AHL       | 3   | 0   | 0   | 0   | 0   |    |    |    |    |    |
| 1994-1995  | Portland Pirates       | AHL       | 79  | 30  | 50  | 80  | 53  | 7  | 3  | 3  | 6  | 10 |
| 1995-1996  | Portland Pirates       | AHL       | 69  | 28  | 66  | 94  | 125 | 20 | 11 | 18 | 29 | 15 |
| 1995-1996  | Washington Capitals    | NHL       | 11  | 3   | 3   | 6   | 0   | 6  | 1  | 3  | 4  | 0  |
| 1996-1997  | Portland Pirates       | AHL       | 50  | 22  | 51  | 73  | 48  | 5  | 1  | 2  | 3  | 0  |
| 1996-1997  | Washington Capitals    | NHL       | 23  | 4   | 7   | 11  | 12  |    |    |    |    |    |
| 1997-1998  | Portland Pirates       | AHL       | 43  | 21  | 46  | 67  | 64  | 10 | 1  | 11 | 12 | 12 |
| 1997-1998  | Washington Capitals    | NHL       | 28  | 11  | 12  | 23  | 12  |    |    |    |    |    |
| 1998-1999  | Nashville Predators    | NHL       | 77  | 11  | 20  | 31  | 26  |    |    |    |    |    |
| 1998-1999  | Atlanta Thrashers      | NHL       | 81  | 23  | 27  | 50  | 30  |    |    |    |    |    |
| 2000-2001  | Atlanta Thrashers      | NHL       | 77  | 15  | 44  | 59  | 26  |    |    |    |    |    |
| 2001-2002  | Minnesota Wild         | NHL       | 81  | 21  | 48  | 69  | 18  |    |    |    |    |    |
| 2002-2003] | Minnesota Wild         | NHL       | 82  | 18  | 28  | 46  | 30  | 18 | 7  | 6  | 13 | 4  |
| 2003-2004  | Minnesota Wild         | NHL       | 82  | 15  | 34  | 49  | 12  |    |    |    |    |    |
| 2005-2006  | Colorado Avalanche     | NHL       | 82  | 24  | 39  | 63  | 48  | 9  | 3  | 6  | 9  | 8  |
| 2006-2007  | Colorado Avalanche     | NHL       | 82  | 27  | 56  | 83  | 36  |    |    |    |    |    |
| 2007-2008  | Colorado Avalanche     | NHL       | 82  | 19  | 40  | 59  | 14  | 10 | 5  | 3  | 8  | 2  |
| 2008-2009  | Minnesota Wild         | NHL       | 80  | 22  | 28  | 50  | 18  |    |    |    |    |    |
| Total NHL  | Total NHL              | Total NHL | 868 | 213 | 386 | 599 | 282 | 43 | 16 | 18 | 34 | 14 |